# لله‌لوی تراب
لله لوی تراب، روستایی است از توابع بخش نازلو و در شهرستان ارومیه استان آذربایجان غربی ایران.

## جمعیت
این روستا در دهستان نازلوی شمالی قرار داشته و بر اساس سرشماری سال ۱۳۸۵ جمعیت آن ۲۹۵ نفر (۷۷ خانوار)
بوده‌است.